# Julien Auguste Joseph Mermet
Julien Auguste Joseph Mermet (Le Quesnoy, 9 maggio 1772 – Parigi, 28 ottobre 1837) è stato un generale francese. Fu attivo durante le guerre rivoluzionarie francesi e le guerre napoleoniche. Il suo nome è stato inciso sotto l'Arco di Trionfo di Parigi.

## Biografia

### Dai primi anni sino alla Rivoluzione
Figlio di un sarto del reggimento dell'Île-de-France, fu sin da bambino a stretto contatto con il mondo militare, venendo adottato dallo stesso reggimento dove lavorava il padre all'età di 5 anni. Entrato nel corpo della cavalleria, nel 1788 ottenne la promozione a caporale, nel 1791 a sergente e presto partì per le Antille, dove rimase sino all'anno successivo. Lo scoppio della guerra della Prima coalizione velocizzò notevolmente la sua carriera: alla fine del 1792 era già divenuto un capitano degli ussari e l'anno seguente fu ulteriormente promosso a caposquadrone. In tutto ciò prese parte a varie battaglie: venne ferito alla testa a Killem, colpito da un proiettile al fianco a Schwastybourg nel settembre 1793 e due mesi dopo, a Kaiserslautern, venne ferito da un colpo di sciabola alla spalla destra.
Dopo essere stato promosso a tenente colonnello, si unì all'Armata delle coste di Chebourg sotto il comando del generale Hoche nel settembre 1794 e combatté con lui in Vandea nella battaglia di Auray l'anno seguente. Promosso nuovamente il 1 gennaio 1796, combatté a Locminé prima di prendere parte alla fallimentare spedizione irlandese di Hoche. Passato all'esercito della Sambre e della Mosa sotto Bernadotte, si spostò assieme alla sua nuova divisione in Italia per servire le forze di Napoleone. Giunse in tempo per prendere parte agli sconti di Valvasone. Promosso al comando del 10° reggimento di ussari, fu trasferito brevemente all'Armata d'Inghilterra nel 1798, per poi fare ritorno in Italia nel 1799. Combatté sotto Grenier e Championnet  nelle battaglie di Centallo e di Genola. Rimasto nell'Armata d'Italia, si distinse nuovamente a Pozzolo, dove rimase ferito. Al termine della guerra, venne trasferito nella 2ª divisione militare. Nel 1803 ricevette il titolo di Cavaliere della Legion d'Onore, accompagnato da quello di Commendatore pochi mesi dopo.

### Sotto l'Impero

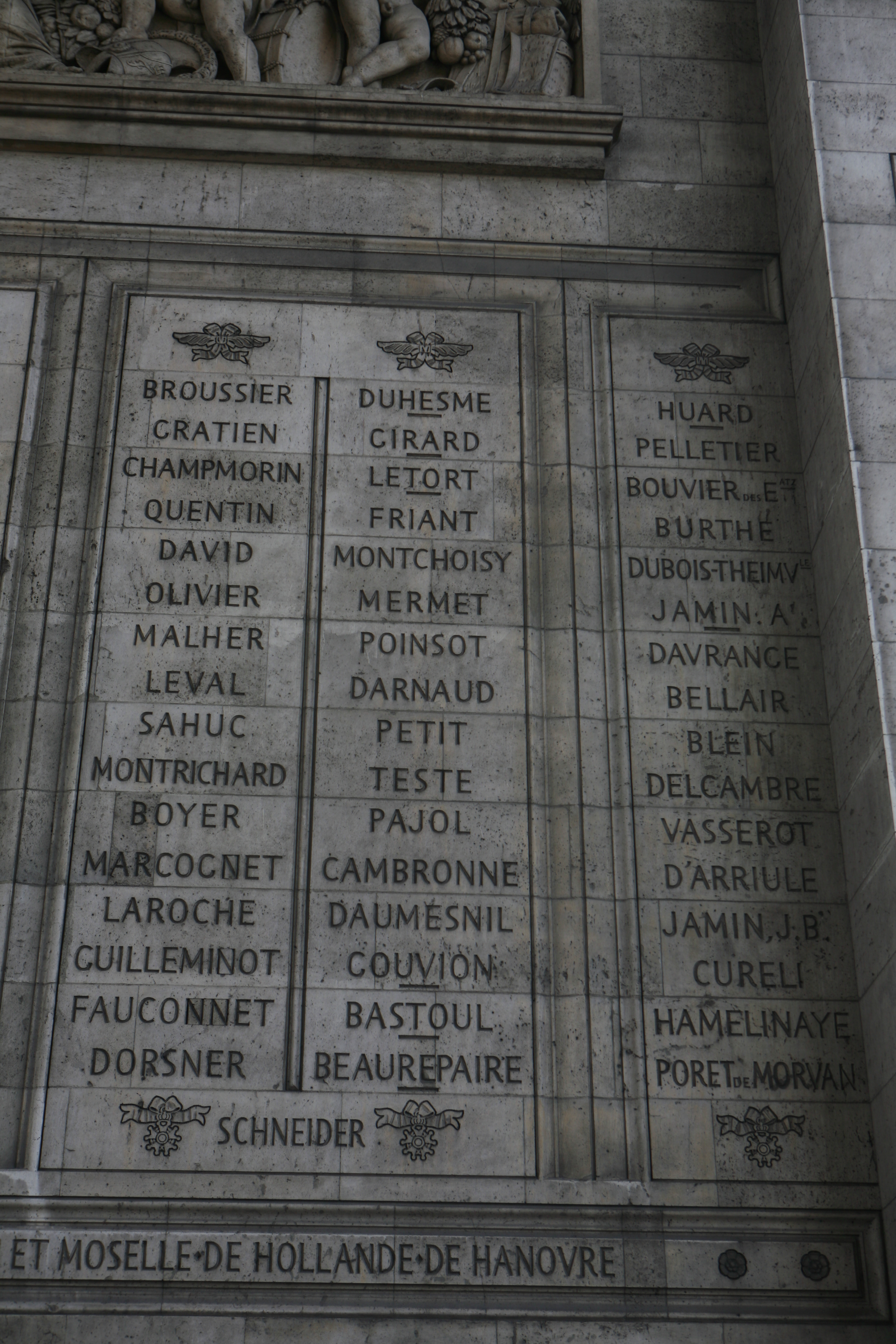
Incisione sotto l'Arco di Trionfo di Parigi. Tra i nomi presenti, nella Colonna 8, quello di Mermet

Dopo lo scoppio della guerra della Terza coalizione, fu appuntato a comandante di una divisione di dragoni nell'armata del maresciallo Massena. Nel febbraio 1806 prese il comando della riserva di dragoni del Regno di Napoli e nell'ottobre dello stesso anno prese il comando della divisione militare di Terra di Lavoro, Montefusco e Salerno.
Nel 1808 fu inviato in Spagna, dove passò la maggior parte dei successivi cinque anni, dove partecipò a numerose battaglie. Nel 1809 prese parte alla battaglia di Coruña, dove venne ferito. L'anno seguente marciò contro gli anglo-portoghesi a Braga, riportando una vittoria, e poi si unì al II corpo del maresciallo Ney durante l'assedio di Almeida e, sempre sotto Ney, combatté a Foz du Aruche nel marzo del 1811. Passato alla divisione di Loison quello stesso mese, combatté nella battaglia di Fuentes de Oñoro per poi tornare in Francia. Durante la sua breve permanenza, venne insignito di vari onori: venne lui concesso il titolo di Barone dell'Impero, il titolo di Cavaliere dell'Ordine di San Luigi e Gran Dignitario dell'Ordine reale delle Due Sicilie. Tornato nella penisola iberica, fu assegnato all'Armata del Portogallo, dove comandò una divisione di dragoni. Il 21 giugno 1813 prese parte alla battaglia di Vitoria.
Tornato in Francia, venne incaricato di comandare le forze di cavalleria in Italia agli ordini di Eugenio di Beauharnais durante la sua campagna in difesa della penisola dalle forze della Sesta coalizione. Prese parte a numerosi scontri, tra i quali le battaglie di Caldiero e del Mincio, prima di essere rimpatriato in Francia a seguito della convenzione di Schiarino-Rizzino nell'aprile 1814. Al suo ritorno in Francia, la restaurata dinastia borbonica concesse lui il titolo di Cavaliere dell'Ordine di San Luigi e il titolo di Grand'Ufficiale della Legion d'Onore. Dopo la fuga di Napoleone dall'Elba, Mermet si rifiutò di seguire gli ordini del maresciallo Ney, che era intenzionato a prendere le parti dell'imperatore, e per questo venne temporaneamente esiliato.

### Restaurazione ed ultimi anni
Dopo la definitiva sconfitta di Bonaparte, Mermet riprese il ruolo di ispettore della cavalleria, già concesso lui l'anno precedente. Svolse questo stesso incarico a più riprese tra il 1817 ed il 1823 e del quale assunse la presidenza nel 1824. Nel frattempo, nel 1818 venne investito del titolo nobiliare di visconte e nel 1821 divenne un gentiluomo di camera del re. Più tardi, nel 1826, divenne un'aiutante di campo del re Carlo X. A partire dal 1830 venne inserito nella lista degli ufficiali inattivi, seppur dovesse garantire la sua disponibilità per incarichi riguardanti lo stato maggiore. La sua carriera nell'esercito terminò ufficialmente il 9 maggio 1837. Morì qualche mese dopo, il 28 ottobre dello stesso anno.